# نوپسرها گریسئا
نوپسرها گریسِئا یک گونه سوسک از خانوادهٔ سوسک‌های شاخک‌دراز است. پروفسور پر اولوف کریستوفر آوریویلیوس در سال ۱۹۱۴ این گونه را توصیف و بررسی کرد. این گونه در کشورهای کنگو، رواندا و کنیا یافت شده است.

## انواع
- Nupserha grisea var. rufobasiantennata Breuning, 1958
- Nupserha grisea var. basivittata Breuning, 1953
- Nupserha grisea var. subgrisea Breuning, 1953